# Siasi Uesiliana Tau‘ataina ‘o Tonga

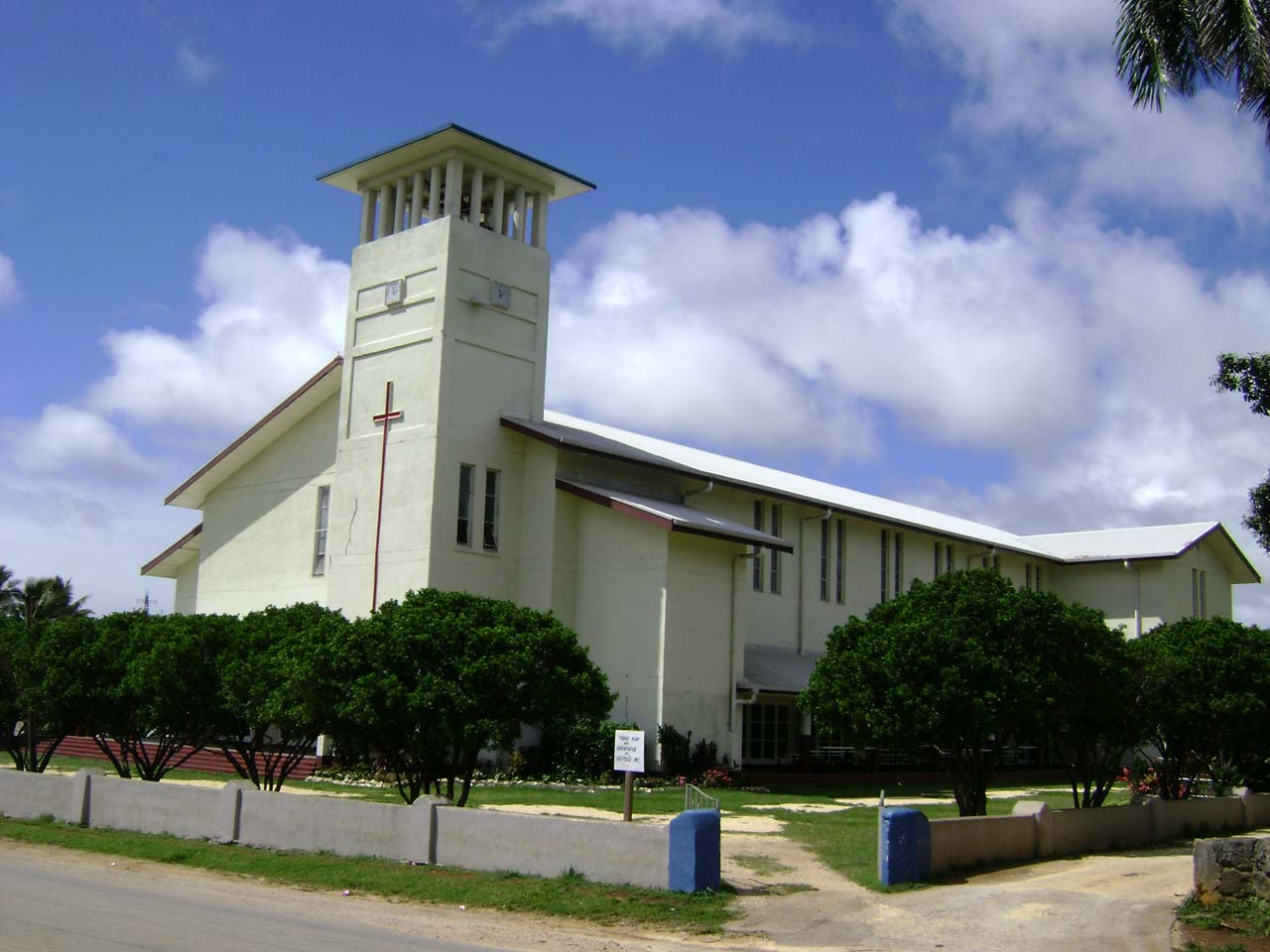
Saione, Kolomotu'a, em Nuku'alofa. A Igreja do Rei.

Siasi Uesiliana Tau'ataina 'o Tonga é a maior denominação Metodista em Tonga, e também em igreja estatal. É a única igreja estatal do mundo na tradição metodista. A família real do país é membros proeminentes, e o rei ultimamente era um pregador do laço.
Em 1924, Sālote Tupou III quis combinar a igreja estatal oficial de Tonga (Siasi ʻo Tonga Tauʻatāina), estabelecida por seu bisavô George Tupou I, com a igreja Metodista (governada pelo corpo metodista na Austrália). No entanto, sem êxito, a Igreja Wesleyana Livre de Tonga é agora a igreja oficial do estado de Tonga. A Igreja Wesleyana Livre de Tonga (Siasi Uesiliana Tau'ataina 'o Tonga) foi fundada como uma nação soberana, no processo de promover a sua soberania no exterior por meio de tratados bilaterais com as nações ocidentais devem ter uma Igreja independente (Wesleyana). Os pregadores no sistema FWC devem ser ordenados ministros, um processo que leva entre três e cinco anos, e pode envolver muitos estágios de aprovação e aprendizagem. No entanto, os ministros não são obrigados a participar no seminário teológico, porque muitas vezes fazendo isso no passado criou uma escassez de professores nas escolas da igreja, enquanto os candidatos estavam frequentando o seminário.

## Escolas

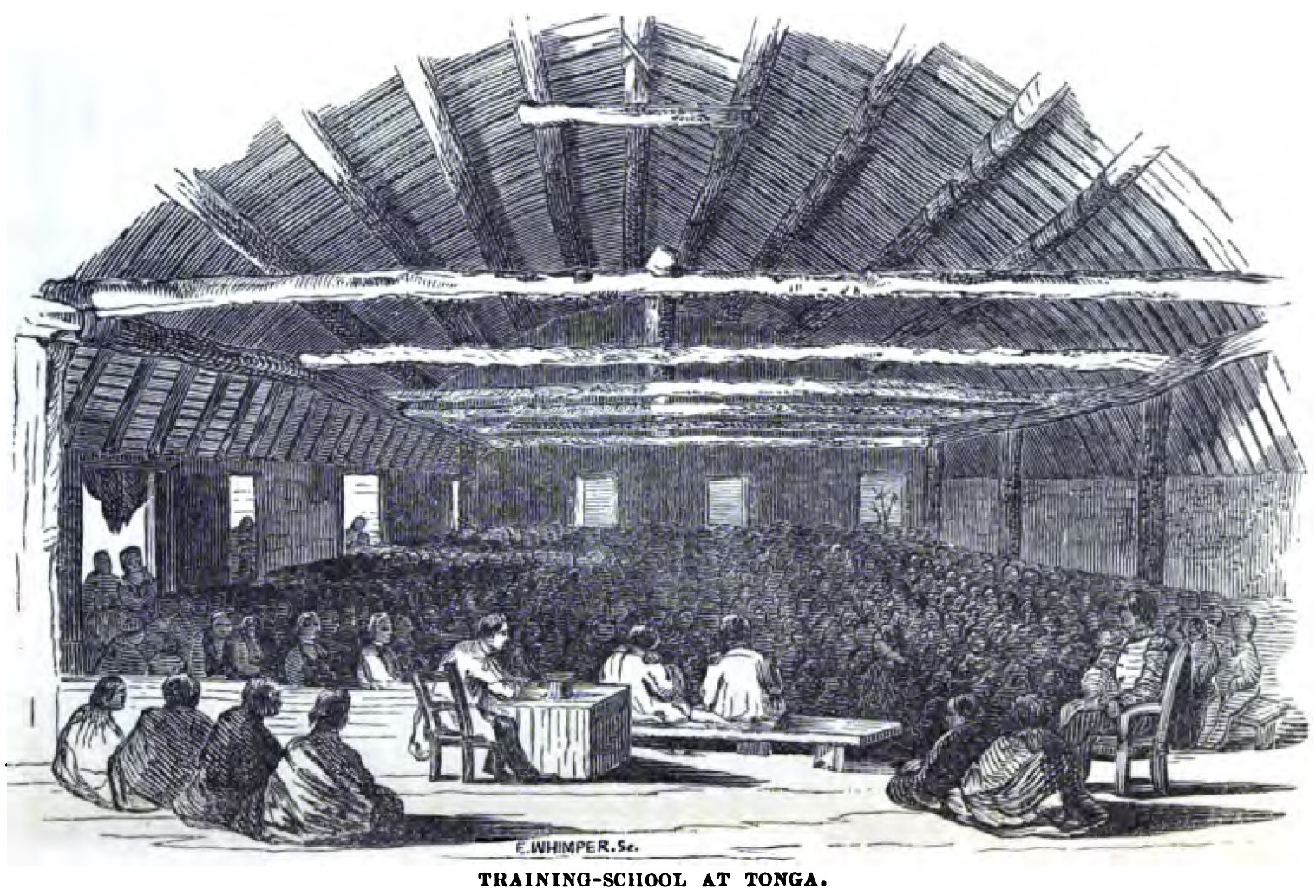
Escola de formação em Tonga (Junho 1852)

Siasi Uesiliana Tau'ataina 'o Tonga também administra 30% das escolas em Tonga, e geralmente são consideradas as melhores das escolas administradas pela igreja. Muitos pais escolhem enviar seus filhos para as escolas da FWC para educação moral; Para ensiná-los obediência, trabalho duro, boas maneiras e respeito, que são todos os altos valores em Tonga. Como em outras escolas, as escolas de FWC geralmente não têm a classe em sextas-feiras, mas preferivelmente usam o dia para a limpeza da escola; Todas as instalações escolares em Tonga são mantidas pelos alunos. Os uniformes escolares são as cores da igreja: azul royal e branco.

## Presidentes
O atual Presidente da Igreja é 'Ahio e o Secretário Geral é Tevita Koloa'ia Havea. Ambos assumiram o cargo na Conferência da Igreja de 2009. A Igreja foi liderada pelos seguintes líderes da Igreja:
- 1º presidente foi Setaleki Manu (1924-1925)
- 2º presidente era Roger Page (1925-1946)
- 3º presidente foi Alfred Mckay (1946-1956)
- 4º presidente era Ronald Woodgate (1956-1961)
- 5º presidente era Howard Secomb (1961-1963)
- 6º presidente foi George Clemens Harris (1963-1969)
- 7º presidente era Justin Gooderham (1969-1971)
- 8º Presidente foi Sione 'Amanaki Havea (1971-1977)
- 9º presidente foi Uiliami Huluholo Mo'ungaloa (1977-1982)
- 10º presidente era Sione 'Amanaki Havea (1982-1992)
- 11º Presidente foi Sione Lepa To'a (1992-1993)
- 12º presidente foi Lopeti Taufa (1993-1998)
- 13º Presidente foi 'Alifaleti Malakai Mone (1998-2009)
- 14º presidente é 'Ahio (2009-presente)